# Stephanie Evert
Stephanie Evert (* 13. Oktober 1970 in Ludwigsburg) ist eine deutsche Computerlinguistin. Seit 2018 hält sie den Lehrstuhl für Computergestützte Korpuslinguistik an der Friedrich-Alexander-Universität Erlangen-Nürnberg.

## Leben
Nach dem Abitur 1990 am Friedrich-Schiller-Gymnasium Marbach studierte Evert von 1991 bis 2000 Mathematik (Hauptfach), Englisch (Hauptfach) und Physik (Nebenfach) an der Universität Stuttgart. Nach einer Promotion mit Auszeichnung 2005 in Computerlinguistik in Stuttgart war sie von 2006 bis 2011 als Juniorprofessor für Computerlinguistik an der Universität Osnabrück tätig.
2011 wurde Evert als Professor für English Computational Corpus Linguistics an die Technische Universität Darmstadt berufen. 2012 nahm sie einen Ruf an die Friedrich-Alexander-Universität Erlangen-Nürnberg an, wo sie seit 2018 den Lehrstuhl für Computergestützte Korpuslinguistik bekleidet. 2025 wurde sie zum Mitglied der Bayerischen Akademie der Wissenschaften gewählt.

## Forschung
Stephanie Evert ist mit ihrer Arbeitsgruppe Computergestützte Korpuslinguistik in der grundlegenden methodischen Forschung zur quantitativen Analyse großer Textkorpora engagiert. Die von der Gruppe entwickelten Algorithmen und Softwarewerkzeuge erlauben Studien in den digitalen Geistes- und Sozialwissenschaften sowie praktische Anwendungen in der Sprachtechnologie. Ein besonderer Schwerpunkt liegt auf dem Verständnis von Kookkurrenzphänomenen und deren Anwendung in der korpusbasierten Diskursanalyse. Unter anderem hat sie Sprachmuster von Verschwörungstheorien während der Corona-Pandemie untersucht.
Sie war darüber hinaus von 2015 bis 2019 Mitglied des Fakultätsrats der Philosophischen Fakultät und Fachbereich Theologie und von 2012 bis 2015 Vorsitzende der Special Interest Group on the Web as Corpus in der Association for Computational Linguistics.

## Veröffentlichungen (Auswahl)
- The Statistics of Word Cooccurrences: Word Pairs and Collocations Dissertation, Institut für maschinelle Sprachverarbeitung, University of Stuttgart, Stuttgart 2005, URN urn:nbn:de:bsz:93-opus-23714.[Anmerkung 1]
- zusammen mit Sebastian Hoffmann, Nicholas Smith, David Lee und Ylva Berglund Prytz: Corpus Linguistics with BNCweb - a Practical Guide (=English Corpus Linguistics. Band 6). Peter Lang, Frankfurt am Main 2008.[Anmerkung 1]